# Aage Marcus
Aage Marcus (født 31. december 1888 i København, død 16. august 1985) var en dansk kunsthistoriker og kulturhistorisk forfatter.
Marcus var søn af grosserer Leo Marcus og hustru Britta f. Hansen, blev student (privat dimit.) 1908 og uddannet cand.jur. 1914. Men han kom aldrig til at arbejde som jurist, for fra samme år var han assistent ved Det Kongelige Bibliotek og fra 1915 var han tilknyttet Kunstakademiets Bibliotek, hvis leder han var 1928-1958.
Under besættelsen måtte han på grund af sin jødiske baggrund gå i eksil i Sverige fra oktober 1943 til maj 1945, hvor han boede i Stockholm og var ansat ved Nationalmuseum.
Marcus udgav som forlægger en række kunsthistoriske og kulturhistoriske værker 1919-24, var medudgiver af skriftrækken Monumenta, redaktør af serien Haases Haandbøger bd. 1-25, af serien Danske Klassikere, af værket En Bog om Bogen, af serien Con Amore, af Det kgl. Akademi for de skønne kunster 1904-1954, af Verdensreligionernes Hovedværker, 2. udg. (sammen med Poul Tuxen) og af serien Livsanskuelse gennem Tiderne (sammen med Bjørn Ochsner), medredaktør af Kunst i Danmark, 1. serie samt af Festskrift til Johannes V. Jensen (1943) og Festskrift til Johannes Larsen (1947).
Han udgav Natten. En Huspostil (1961), Dansk Natur. En Antologi (1962), Maleren Johannes Larsen. En Mindebog (1962), Danske Essays fra Ludvig Holberg til Jacob Paludan (1964), Danske Levnedsbøger 1-2 (1965), Religionernes Digtning (1967) samt tilrettelagde og forestod udgivelsen af en række af Johannes V. Jensens værker.
Hans eget alsidige forfatterskab rummer bøger om Mystik og Mystikere (1930), Leonardo da Vinci (1940) og Den blaa Drage (1941) om kinesisk filosofi og kunst. I 1935 udkom Dansk kunsthistorisk Bibliografi (s.m. Merete Bodelsen). Marcus redigerede endvidere talrige antologier, serier og værker. Han udgav sine erindringer som Den lange vej i 1969.
Aage Marcus var formand for Komiteen til udvælgelse af godt bogarbejde 1946-51 og for udstillingen Dansk Boghåndværk gennem Tiderne 1949, medlem af bestyrelsen for Danmarks videnskabelige og faglige Bibliotekers Sammenslutning 1940-55. Han var Ridder af 1. grad af Dannebrog og ridder af Nordstjerneordenen.
4. april 1914 blev han gift med Ellen Franciska Gotschalck (6. september 1888 i København – 1951), datter af kommandør Franz Gotschalk og hustru Harriet f. Plum.

## Forfatterskab
- Mester Eckehart, Prædikener og Traktater (1917)
- Johan Thomas Lundbyes danske Landskabstegninger 1918; helt omarb. udg. 1968)
- Illustrationskunstens Historie (i Haandbog i Bibliotekskundskab, 1924)
- Mystik og Mystikere (1930; ny omarb. udg. 1962)
- Johannes V. Jensen, En Bibliografi (s. m. Frits Johansen, 1933-51)
- Dansk kunsthistorisk Bibliografi (s. m. Merete Bodelsen, 1935)
- Leonardo da Vinci (1940)
- Den blaa Drage (1941)
- Billedkunsten (1942; ny omarb. udg. 1965 med titlen Kunstens Historie)
- Det japanske maleriet og träsnittet (i Konstens Världshistoria IV, 1949)
- Danske Portrættegninger fra det 19. Aarhundrede (1950)
- Kristelig Mystik (1953)
- Om at læse (1953)
- Rejse i Sverige (1955)
- Hellas (1958)
- Høduft og Havluft (1958)
- Et halvt århundrede mellem bøger (1958)
- Det hellige land (1959)
- Billeder fra verdenslitteraturen (1966)
- Den lange vej (1969)